# Rebuild and Relief International
Rebuild and Relief International (RRI) ist eine Nichtregierungsorganisation (NGO) und stellt die übergeordnete Organisation der beiden Tochter-NGOs Rebuild Iraq Recruitment Program (RIRP) und Rebuild Syria Reconstruction Program (RSRP) dar, welche eigenständige Projekte im Irak und in Syrien durchführen. RIRP leistet bereits seit 2004 humanitäre Hilfe im Irak und konzentriert sich dabei vor allem auf den Wiederaufbau und die Restaurierung von Infrastruktur. RSRP konnte bislang seine Arbeit im konfliktreichen Syrien noch nicht aufnehmen. Geschäftsleiter der RRI ist Arndt Fritsche. Die Hauptniederlassungen befinden sich in Berlin und Bagdad.

## RIRP (Rebuild Iraq Recruitment Program)
Das Rebuild Iraq Recruitment Program ist eine gemeinnützige und unabhängige deutsche Nichtregierungsorganisation, deren Schwerpunkt  in humanitärer Hilfe, Wiederaufbau von Wohnkomplexen, Ausbildungsunterstützung und Flüchtlingshilfe im Irak liegt. Die Organisation wurde 2004 gegründet und kooperiert  seither unter anderem mit den Vereinten Nationen, der Europäischen Union, UNDP, UNHCR und UNICEF. Der Hauptsitz der Organisation befindet sich in Bagdad. Zusätzlich gibt es im Irak noch elf weitere Außenstellen. Diese befinden sich in Mossul/Ninwa, Erbil, Kirkuk, Samarra, Haditha, Baquba, Ramadi, Hilla, Diwahiya, Nadschaf und Basra.

### Ziele und Aufgaben
Die Arbeit von RIRP steht unter dem Leitgedanken „Helfe dem irakischen Volk sich selbst zu helfen, um sein Land wieder aufzubauen“.  Der Kernbereich der Organisation bezieht sich auf die Bereiche Evaluierung, Entwicklung und Durchführung als auch Verwaltung, Beratung und Kontrolle der durchgeführten Projekte. In enger Zusammenarbeit mit einheimischen Technikern, Ingenieuren, Verkaufs-, Fach und Führungskräften werden Wiederaufbauprojekte realisiert. Darunter zählen Wiederaufbau und Sanierungsmaßnahmen von Wohnhäusern und öffentlichen Einrichtung, wie Krankenhäusern, gesundheitlichen und sanitären Einrichtungen, Schulen und die Instandsetzung und Restaurierung von Infrastruktur.

### Organisation
RIRP ist eine deutsche Organisation mit Sitz in Berlin und Bagdad.  Alle Projekte werden von dem RIRP Project Management Board überwacht und gelenkt. Die Organisation hat 270 feste Mitarbeiter, darunter 12 Expats und zahlreiche kooperierende Partner. Im Aufsichtsrat sitzen Christian Bernzen, Johannes Kahrs und Reinhold Robbe (alle SPD).